# Liste der Einträge im National Register of Historic Places im Medina County (Texas)
Die Liste der Registered Historic Places im Medina County führt alle Bauwerke und historischen Stätten im texanischen Medina County auf, die in das National Register of Historic Places aufgenommen wurden.

## Aktuelle Einträge
| Lfd. Nr. | Name im NRHP                  | Bild | Datum der Eintragung | Adresse/Lage                                                               | Ort         | NRHP-ID  | Beschreibung |
| -------- | ----------------------------- | ---- | -------------------- | -------------------------------------------------------------------------- | ----------- | -------- | ------------ |
| 1        | Castroville Historic District |      | 3. Apr. 1970         | Roughly bounded by Medina River, SR 471, Gime, Houston, and Constantinople | Castroville | 70000758 |              |
| 2        | Charles de Montel House       |      | 25. Nov. 1980        | NW of Castroville                                                          | Castroville | 80004142 |              |
| 3        | Devine Opera House            |      | 24. Apr. 1975        | Transportation Blvd.                                                       | Devine      | 75001999 |              |
| 4        | D’Hanis Historic District     |      | 24. Juni 1976        | 7 mi. W of Hondo                                                           | D'Hanis     | 76002051 |              |
| 5        | Landmark Inn Complex          |      | 7. Jan. 1972         | Florella and Florence Sts.                                                 | Castroville | 72001368 |              |
| 6        | Medina Dam                    |      | 15. März 1976        | N of Castroville on the Medina River                                       | Castroville | 76002050 |              |
| 7        | Saathoff House                |      | 9. Sep. 1982         | Quihi-Stormhill Rd.                                                        | Quihi       | 82004515 |              |